# キツネザル属
キツネザル属（キツネザルぞく、Eulemur）は、哺乳綱霊長目キツネザル科に分類される属。別名チャイロキツネザル属。

## 形態
体重1.2 - 2.5キログラムと、キツネザル科内では中型。ブラウンキツネザル類を除いて、性的二型がある。

## 分類
以前はワオキツネザルを模式種としたLemur属に、本属の構成種も含まれていた（旧キツネザル属）。一方でワオキツネザルは形態や染色体がジェントルキツネザル属に類似し、体色に性的二型のある旧キツネザル属の他種とは近縁ではないとする説もあった。1988年にワオキツネザル以外の種を、本属へ分割する説が提唱された。
2001年にブラウンキツネザルの亜種を独立種とする説が提唱された。2008年にシロキツネザルE. albocollarisを、シロエリキツネザルE. cinereicepsのシノニムとする説が提唱された。同年にクロキツネザルの亜種間の遺伝的距離がブラウンキツネザルの亜種とされていた種群の遺伝的距離に匹敵するとして、クロキツネザルの亜種E. m. flavifronsとされていたアオメクロキツネザルE. flavifronsを独立種とする説が提唱された。
以下の分類・英名は、Mittermeier et al.,(2008)に従う。和名は、日本モンキーセンター霊長類和名編纂ワーキンググループ(2018)に従う。
- Eulemur albifrons シロビタイキツネザル White-fronted lemur
- Eulemur cinereiceps  シロエリキツネザル Gray-headed lemur
- Eulemur collaris アカエリキツネザル Red-collared Lemur
- Eulemur coronatus カンムリキツネザル Crowned lemur
- Eulemur flavifrons アオメクロキツネザル Sclater's lemur
- Eulemur fulvus ブラウンキツネザル Brown lemur
- Eulemur macaco クロキツネザル Black lemur
- Eulemur mongoz マングースキツネザル Mongoose lemur
- Eulemur rubriventer アカハラキツネザル Red-bellied lemur
- Eulemur rufifrons アカビタイキツネザル Red-fronted lemur
- Eulemur rufus アカキツネザル Red brown lemur
- Eulemur sanfordi サンフォードキツネザル Sanford's lemur